# Juan Manuel Vázquez
Juan Manuel Vázquez (* 23. März 1988 in Olivos) ist ein ehemaliger argentinischer Handballspieler.
Der 1,91 m große Rückraumspieler spielte nur für River Plate. Mit dem Klub aus Buenos Aires gewann er 2010, 2011 und 2014 das Torneo Nacional, die Apertura 2012 im Torneo Metropolitano sowie 2011 und 2014 das Súper 4.
Mit der argentinischen Nationalmannschaft gewann Vázquez 2012 die Goldmedaille und 2016 die Bronzemedaille bei der Panamerikameisterschaft und 2010 die Silbermedaille bei den Südamerikaspielen. Außerdem belegte er bei den Olympischen Spielen 2012 mit der Auswahl den 10. Platz.